# Jean-Jacques Pierre
Jean-Jacques Pierre (ur. 23 stycznia 1981 w Léogâne) – haitański trener piłkarski i piłkarz występujący na pozycji obrońcy. Obecnie jest selekcjonerem Haiti.

## Kariera klubowa
Pierre karierę rozpoczynał w 1999 w klubie AS Cavaly. W jego pierwszej drużynie spędził trzy lata. W 2002 przeszedł do argentyńskiego Arsenalu Sarandí, występującego w drugiej lidze. Na koniec sezonu 2002/2003 awansował z klubem na pierwszy poziom. Wówczas jednak Pierre odszedł do drugoligowego Deportivo Morón z Buenos Aires. Tam spędził kolejne dwa sezony. W 2004 podpisał kontrakt z urugwajskim CA Peñarolem. W tym klubie również grał przez dwa sezony.
W lipcu 2005 za milion euro trafił do francuskiego FC Nantes, występującego w Ligue 1. W tych rozgrywkach zadebiutował 10 września 2005 w wygranym 1:0 meczu z Troyes AC. W 2007 roku spadł z klubem do Ligue 2. Po roku powrócił z zespołem do ekstraklasy. W 2009 roku ponownie spadł z Nantes do Ligue 2.
W 2012 roku trafił do Panioniosu, a następnie do SM Caen. Wiosną 2015 grał w Angers SCO, a latem 2015 przeszedł do Paris FC.
W sezonie 2017/2018 zakończył karierę, występując w US Granville, który grał w niższej lidze francuskiej.
| Sezon   | Klub          | Kraj    | Rozgrywki            | Mecze | Bramki | Rozgrywki Europy | Mecze | Bramki |
| ------- | ------------- | ------- | -------------------- | ----- | ------ | ---------------- | ----- | ------ |
| 2004/05 | CA Peñarol    | Urugwaj | Primera División     | 30    | 2      | -                | -     | -      |
| 2005/06 | FC Nantes     | Francja | Ligue 1              | 9     | 0      | -                | -     | -      |
| 2006/07 | FC Nantes     | Francja | Ligue 1              | 25    | 0      | -                | -     | -      |
| 2007/08 | FC Nantes     | Francja | Ligue 2              | 32    | 1      | -                | -     | -      |
| 2008/09 | FC Nantes     | Francja | Ligue 1              | 34    | 0      | -                | -     | -      |
| 2009/10 | FC Nantes     | Francja | Ligue 2              | 25    | 1      | -                | -     | -      |
| 2010/11 | FC Nantes     | Francja | Ligue 2              | 18    | 2      | -                | -     | -      |
| 2011/12 | Panionios GSS | Grecja  | Alpha Ethniki        | 12    | 1      | -                | -     | -      |
| 2012/13 | SM Caen       | Francja | Ligue 2              | 26    | 1      | -                | -     | -      |
| 2013/14 | SM Caen       | Francja | Ligue 2              | 30    | 1      | -                | -     | -      |
| 2014/15 | SM Caen       | Francja | Ligue 1              | 12    | 0      | -                | -     | -      |
| 2014/15 | Angers SCO    | Francja | Ligue 1              | 15    | 0      | -                | -     | -      |
| 2015/16 | Paris FC      | Francja | Ligue 2              | 25    | 0      | -                | -     | -      |
| 2016/17 | Paris FC      | Francja | Championnat National | 7     | 0      | -                | -     | -      |

Stan na: koniec sezonu 2016/2017.

## Kariera reprezentacyjna
W 2001 Pierre zadebiutował w reprezentacji Haiti. W 2007 był uczestnikiem Złotego Pucharu CONCACAF, który zakończył z Haiti na fazie grupowej.